# Wängle
Wängle is een gemeente in het district Reutte in de Oostenrijkse deelstaat Tirol.
Wängle ligt ten westen van Reutte, aan de voet van het ski- en wandelgebied Reuttener Hahnenkamm Tannheimer Berge. Het dorp is een van de oudste nederzettingen in de Außerfern. Tot de gemeente behoren de kernen Holz, Wängle, Winkl en Hinterbichl. Het hoofddorp is met vastgegroeid aan de omliggende kernen. Hinterbichl is echter een exclave, die door gemeentegebied van Lechaschau wordt omgeven.
Wängle werd voor het eerst vermeld in 1278. Het was lange tijd het parochiecentrum voor de plaatsen op de westelijke Lechoever.
Bach · Berwang · Biberwier · Bichlbach · Breitenwang · Ehenbichl · Ehrwald · Elbigenalp · Elmen · Forchach · Grän · Gramais · Häselgehr · Heiterwang · Hinterhornbach · Höfen · Holzgau · Jungholz · Kaisers · Lechaschau · Lermoos · Musau · Namlos · Nesselwängle · Pfafflar · Pflach · Pinswang · Reutte · Schattwald · Stanzach · Steeg · Tannheim · Vils · Vorderhornbach · Wängle · Weißenbach am Lech · Zöblen
- Gemeinsame Normdatei: 7743457-2
- Virtual International Authority File: 249291053